# 劉積學
刘积学（1880年—1960年11月12日），号群士（自传中又号群式），河南省新蔡县人。中国民主革命家，中华民国、中华人民共和国政治人物。

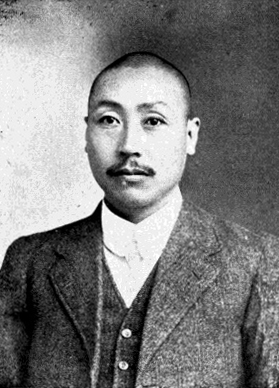

## 生平
1903年，刘积学中癸卯科举人。1904年至1905年，在河南武备学堂学习。1906年2月，被派赴日本留学。原拟学习军事，但因体弱而改学法政。起初入宏文学院，后入小石川区实科学校理化专修班。学习期满后，考入东京法政大学专门部政治科，毕业于1911年6月。在日本留学期间，经曾昭文介绍加入中国同盟会。1906年，中国同盟会河南分会在东京成立，曾昭文任支部长，刘积学任支部书记，负责会议记录及文件保管等。后来接替曾昭文任支部长。1906年11月，河南留日学生以同乡会的名义创办《豫报》杂志，主持人包括了立宪派和革命派，刘积学是该杂志的发起人、组织者、股东之一，并曾在该杂志发表宣传革命的文章。后来中国同盟会河南分会派曾昭文、刘积学进行调查之后，决定停办《豫报》，创刊《河南》杂志。1907年12月，在河南旅日女士刘青霞的资助下，《河南》杂志创刊，刘积学任总编辑，张钟端任总经理。该杂志鼓吹革命，反对立宪，影响很大。清政府严令在中国国内查禁该杂志，并令驻日本使馆同日本警署交涉，封闭了该杂志社，并扣压了该杂志第十期。他还曾在东京同盟会出版的《天讨》专号上发表了《河南留日学生讨满清政府檄》。1908年，刘积学受同盟会派遣，回开封策动中国北方起义。
1911年武昌起义爆发后，中国同盟会总部决定在日本的河南、山东、陕西、甘肃中国同盟会会员组织四省协会，以策动中国北方举行起义。中国同盟会河南支部派刘积学、杜潜、张钟端等人到河南开封。他们到达开封后，召集会议，传达中国同盟会总部的起义指示。他们企图策动河南省城开封的新军起义，但因所联络的新军协统应龙翔迟疑不决，后来又遭河南巡抚宝棻扣押，策动新军终告失败。此后，中国同盟会河南支部决定仍在开封起义，并将河南省分为四路，准备四路共同起义。刘积学负责新郑、密县、叶县、南阳一路的联络。他和孙豪、魏士骙、赵伯阶等人在汝州、鲁山、宝丰、郏县、襄城、密县等县发动农民武装，以策应南阳的起义军，企图控制豫西南。但派赴开封购买枪支弹药的魏士骙将枪弹运至叶县后，当即被县官没收。此后，刘积学、孙豪、赵伯阶等人决定孙豪任司令，赵伯阶任参谋攻打宝丰县。此时，刘积学收到同盟会河南支部的通知而赶赴开封。孙豪、赵伯阶率农民武装攻打宝丰县，孙豪受骗进城谈判和平光复时被杀害，赵伯阶指挥攻打宝丰县城时阵亡，起义军撤退到临汝山区，后来成了白朗起义的核心力量。
中国同盟会河南支部决定仍按原计划组织起义。但袁世凯调清军开赴河南，宝棻也调重兵进行防守，起义难以开展。中国同盟会河南支部遂派刘积学到上海向上海军政府都督陈其美请求援军。当时上海军政府中河南籍同盟会员很多，刘基炎还出任了上海军政府的参谋长。11月下旬刘积学抵达上海后，即与河南籍的同盟会员刘基炎、陈伯昂、贺升平等人取得联络，在陈其美、黄兴的支持下，准备在上海组成北伐军开赴河南。南京临时政府批准成立了河南北伐军，分为两路，一路以张国威为司令，经长江至河南，一路以刘基炎为司令，渡海到山东烟台登陆，然后转赴河南。长江的一路最后到达了河南光州，同阎子固、任芝铭的淮上军会师，烟台的一路则未能开入河南。后来南北议和，这两路军队都停止活动。
1912年中华民国成立后，同年刘积学当选北京临时参议院议员。同年8月25日，中国同盟会改组为国民党，该党随即在中国各省组织支部，河南支部以曾昭文为支部长，杜潜和刘积学各为该支部筹到了数万元的经费。1913年3月，刘积学被河南省议会选举为民元国会参议院议员。1914年7月，孙中山在日本组织中华革命党，刘积学首先加入该党。袁世凯去世后，段祺瑞抛弃《中华民国临时约法》，遭到刘积学反对。1917年7月，孙中山在广州召开非常国会，刘积学遂赴广州参加非常国会，直至1921年。
1922年，刘积学任河南自治筹备处处长。1925年2月6日，署河南省政务厅厅长。1928年，随北伐军到达湖北汉口，任河南宣抚使。1927年4月，蒋介石发动清党。1929年至1939年，因是老同盟会员，又和胡汉民有深交，刘积学获任国民政府立法院立法委员。1930年10月7日，刘积学任河南省政府委员，1932年7月28日免。1939年至1949年，刘积学任河南省临时参议会、河南省参议会议长。
1941年，任芝铭被汤恩伯逮捕，刘积学在营救任芝铭的过程中，开始靠拢中国共产党。1948年初，他在读了毛泽东《目前形势和我们的任务》之后对中共党员郭海长称：“如有必要，愿为效力。决意投靠共产党。”1948年5月，中国共产党决定策动华中剿总副总司令兼第五绥靖区司令官张轸举行起义。刘积学受委托同张轸联络，在促成张轸起义的过程中发挥了重要作用。1948年12月下旬，白崇禧召集了湖北、河南、安徽、湖南、江西五省的议长在汉口举行会议，要五省议长联名发电，请蒋介石暂回奉化，由李宗仁代行总统职。刘积学对此坚决反对，声称“蒋介石为内战的罪魁祸首，必迫使其下野”，遂拒不在白崇禧的电稿上签字。12月31日他在信阳单独发出了迫使蒋介石下野的通电，即“亥世电”，轰动一时。1949年4月，随着中国人民解放军的进军，信阳的中国国民党军政人员纷纷逃往南方，刘积学率河南省参议会单独留在信阳，迎接中国人民解放军。
1949年9月，刘积学作为中国国民党革命委员会代表出席了中国人民政治协商会议第一届全体会议。中华人民共和国成立后，历任中南军政委员会委员、河南省人民政府委员会委员、河南省政协副主席、河南省文史研究馆副馆长，民革河南省筹备委员会召集人、民革河南省委员会副主委等职。1957年，被打成右派分子。
1960年11月12日，刘积学在开封病逝。1978年，其右派问题获得平反。

## 家庭
- 兄：刘积勋